# فالسويفيورد

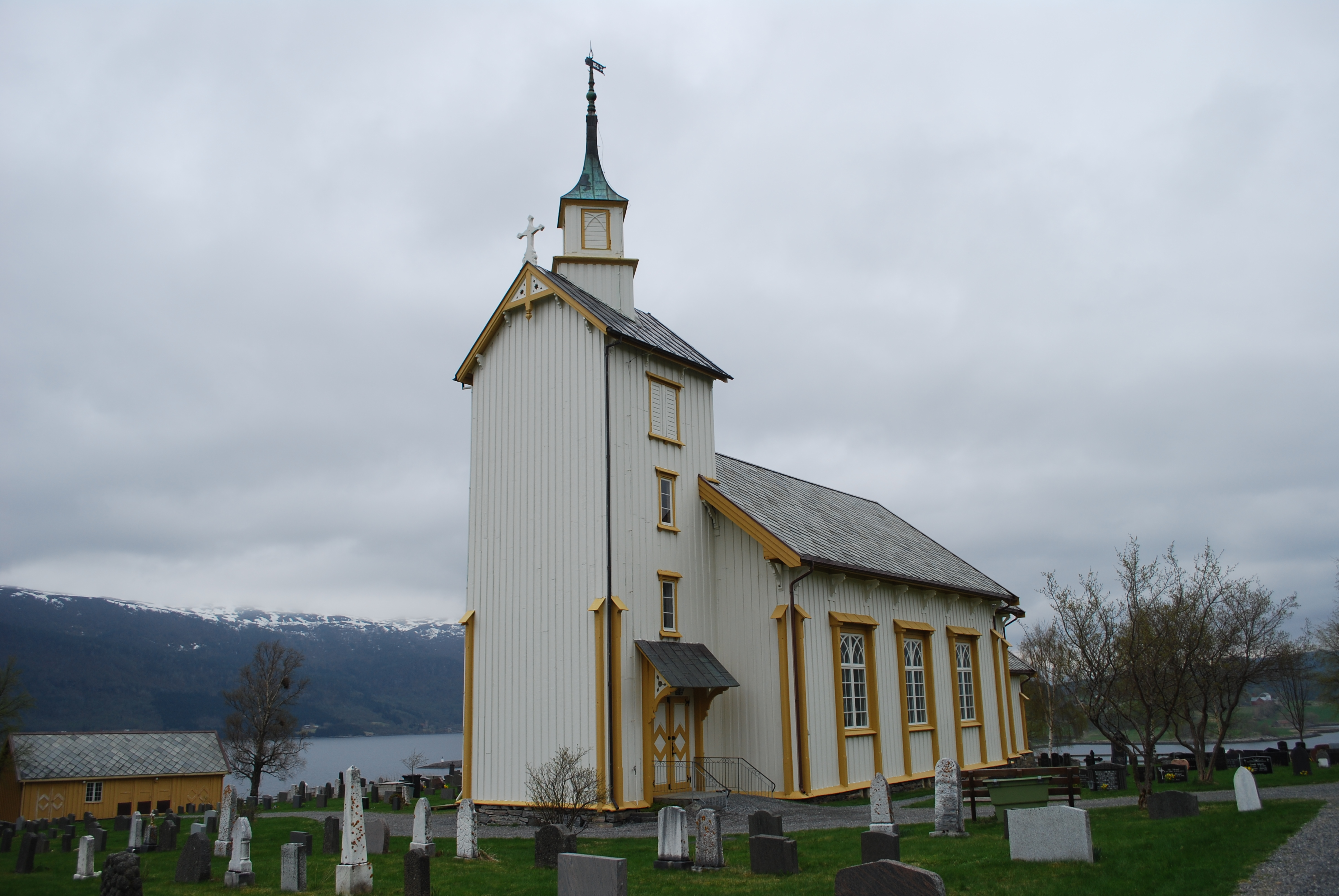
كنيسة فالسويفيورد.

فالسويفيورد (بالنرويجية: Valsøyfjord) هي قرية ومنطقة سكنية تقع في مقاطعة موره ورومسدال، النرويج. يُقدّر عدد سكانها 156 كم2.